# ذرب
ذِرْب هو جنس من الفطريات في الفصيلة الرثمية. يحتوي الجنس على 145 نوعًا وله توزيع عالمي. يتميز بتكاته الشفعية الثمانية التجميع وببوغه الخيطي الشكل الوحيد الخلية. يعيش طفيليًا على أهداب الصنوبر ورمِّيَّا على الأعضاء النباتية اليابسة.